# Рима слога
У проучавању фонологије у лингвистике рима слога се састоји од језгра и опционалнoг завршетка. То је део слога који се користи у стиховној рими и који је отегнут или наглашен када нека особа отеже или наглашава реч у говору.

## Структура слога
Најједноставнији модел структуре слога дели сваки слог у опционални почетак, обавезно језгро и опционални завршетак слога. Илустрација на десној страни показује овај модел на речима слог и миш.
Постоје, међутим, многи аргументи за хијерархијски, а не линеарни однос између слоговних елемената. Овај хијерархијски модел групише језгро и одступ слога у посредни ниво рима, као што је приказано на дoԋoj слици деснo. Хијерархијски модел рачуна улогу коју елемент језгро + одступ игра у стиху, као и за разлику између дугог и кратког слога, који игра улогу у фонолошким процесима као што су промена звука.
Као што се рима грана у језгро и одступ, језгро и одступ могу да се и даље гранају у више фонема.